# Oryza punctata
Oryza punctata är en gräsart som beskrevs av Karl Theodor Kotschy och Ernst Gottlieb von Steudel. Oryza punctata ingår i släktet rissläktet, och familjen gräs. Inga underarter finns listade i Catalogue of Life.